# 吉子现乡
吉子现乡是中国陕西省延安市富县下辖的一个乡。

## 行政区划
吉子现乡下辖以下行政区：
吉子现村、旧城村、新城村、西屯么村、东屯么村、尧科村、安子头村、南村、田村、旧村、固险村、串坡村、富村、河南村、山川驿村、地洛河村、杨家河村、弥家川村